# Alex Iwobi
Alex Iwobi (* 3. května 1996 Lagos) je nigerijský profesionální fotbalista, který hraje na pozici křídelníka za anglický klub Fulham FC a za nigerijský národní tým. Na mládežnické úrovni reprezentoval Anglii, v seniorské kategorii obléká reprezentační dres Nigérie.

## Osobní život
Je synovcem bývalého nigerijského reprezentanta Jay-Jaye Okochi.

## Statistiky

### Klubové
K 5. února 2022
| Klub    | Sezóna  | Liga           | Liga   | Liga | FA Cup | FA Cup | EFL Cup | EFL Cup | Evropské poháry | Evropské poháry | Ostatní | Ostatní | Celkem | Celkem |
| Klub    | Sezóna  | Liga           | Zápasy | Góly | Zápasy | Góly   | Zápasy  | Góly    | Zápasy          | Góly            | Zápasy  | Góly    | Zápasy | Góly   |
| ------- | ------- | -------------- | ------ | ---- | ------ | ------ | ------- | ------- | --------------- | --------------- | ------- | ------- | ------ | ------ |
| Arsenal | 2015/16 | Premier League | 13     | 2    | 5      | 0      | 1       | 0       | 2               | 0               | 0       | 0       | 21     | 2      |
| Arsenal | 2016/17 | Premier League | 26     | 3    | 3      | 0      | 2       | 0       | 7               | 1               | —       | —       | 38     | 4      |
| Arsenal | 2017/18 | Premier League | 26     | 3    | 1      | 0      | 5       | 0       | 6               | 0               | 1       | 0       | 39     | 3      |
| Arsenal | 2018/19 | Premier League | 35     | 3    | 2      | 1      | 3       | 0       | 11              | 2               | 0       | 0       | 51     | 6      |
| Arsenal | Celkem  | Celkem         | 100    | 11   | 11     | 1      | 11      | 0       | 26              | 3               | 1       | 0       | 149    | 15     |
| Everton | 2019/20 | Premier League | 25     | 1    | 0      | 0      | 4       | 1       | —               | —               | —       | —       | 29     | 2      |
| Everton | 2020/21 | Premier League | 30     | 1    | 3      | 0      | 3       | 1       | —               | —               | —       | —       | 36     | 2      |
| Everton | 2021/22 | Premier League | 13     | 1    | 1      | 0      | 2       | 1       | —               | —               | —       | —       | 16     | 2      |
| Everton | Celkem  | Celkem         | 68     | 3    | 4      | 0      | 9       | 3       | 0               | 0               | 0       | 0       | 81     | 6      |
| Celkem  | Celkem  | Celkem         | 168    | 14   | 15     | 1      | 20      | 3       | 26              | 3               | 1       | 0       | 230    | 21     |

### Reprezentační
K 23. lednu 2022
| Nigérie | Nigérie | Nigérie |
| Rok     | Zápasy  | Góly    |
| ------- | ------- | ------- |
| 2015    | 2       | 0       |
| 2016    | 6       | 1       |
| 2017    | 6       | 3       |
| 2018    | 12      | 1       |
| 2019    | 15      | 2       |
| 2020    | 4       | 2       |
| 2021    | 6       | 0       |
| 2022    | 4       | 0       |
| Celkem  | 55      | 9       |

#### Reprezentační góly
Skóre a výsledky Nigérie jsou vždy zapisovány jako první.
| Gól | Datum              | Místo                                                | Soupeř       | Skóre | Výsledek | Soutěž                                   |
| --- | ------------------ | ---------------------------------------------------- | ------------ | ----- | -------- | ---------------------------------------- |
| 1.  | 9. října 2016      | Levy Mwanawasa Stadium, Ndola, Zambie                | Zambie       | 1:0   | 2:1      | Kvalifikace na Mistrovství světa 2018    |
| 2.  | 7. října 2017      | Godswill Akpabio International Stadium, Uyo, Nigérie | Zambie       | 1:0   | 1:0      | Kvalifikace na Mistrovství světa 2018    |
| 3.  | 14. listopadu 2017 | Krasnodar Stadium, Krasnodar, Rusko                  | Argentina    | 2:2   | 4:2      | Přátelský zápas                          |
| 4.  | 14. listopadu 2017 | Krasnodar Stadium, Krasnodar, Rusko                  | Argentina    | 4:2   | 4:2      | Přátelský zápas                          |
| 5.  | 2. června 2018     | Wembley, Lodnýn, Anglie                              | Anglie       | 1:2   | 1:2      | Přátelský zápas                          |
| 6.  | 6. července 2019   | Alexandria Stadium, Alexandrie, Egypt                | Kamerun      | 3:2   | 3:2      | Africký pohár národů 2019                |
| 7.  | 17. listopadu 2019 | Setsoto Stadium, Maseru, Lesotho                     | Lesotho      | 1:1   | 4:2      | Kvalifikace na Africký pohár národů 2021 |
| 8.  | 13. listopadu 2020 | Ogbe Stadium, Benin City, Nigérie                    | Sierra Leone | 1:0   | 4:4      | Kvalifikace na Africký pohár národů 2021 |
| 9.  | 13. listopadu 2020 | Ogbe Stadium, Benin City, Nigérie                    | Sierra Leone | 3:0   | 4:4      | Kvalifikace na Africký pohár národů 2021 |